# Fausto e Anna
(Explicit di "Anna e Fausto")
Fausto e Anna è un romanzo di Carlo Cassola scritto nel 1949 e pubblicato nella collana "I gettoni" da Einaudi nel 1952 che ne ha riproposto la pubblicazione nel 1958 con le modifiche e i tagli apportati dall'autore.
Il romanzo è ambientato nell'Italia degli anni quaranta e l'ispirazione è autobiografica. Esso si suddivide in due parti composte da cinque capitoli. Nella prima parte: «L'incontro», «Amore», «Rottura», «Anna trova la sua strada», «Ritorno a San Ginesio». Nella seconda parte: «Un altro amore», «Un'altra rottura», «L'esperienza della guerra», «Anna ritrovata», «Anna perduta».
Nella prima parte, e fino ai primi due capitoli della seconda, i due protagonisti sono compresenti. Anna conosce Fausto e si innamora ricambiata, ma il rapporto tra i due è fin dall'inizio molto difficile e peggiora rapidamente fino alla rottura.
Da questo momento la narrazione si concentra sulle vicende di Anna per spostarsi, nel terzo capitolo, su quelle di Fausto fino al ritrovamento di Anna e alla definitiva separazione.
«Al suo apparire - in un clima fortemente politicizzato - il romanzo ricevette giudizi negativi per le sue accuse alla Resistenza. Successivamente è stato apprezzato come il racconto di una duplice disfatta, privata e politica».

## Trama
Fausto Errera e Anna Mannoni vivono a Volterra, entrambi figli di professionisti. Il padre di Fausto è avvocato e rappresenta il ceto borghese perfettamente integrato nel regime fascista, mentre la famiglia di Anna, più modesta, appartiene al ceto dei piccoli funzionari che vengono spesso trasferiti nelle piccole città di provincia.
Siamo nel 1935 e Mussolini inizia la guerra contro l'Etiopia.
I due giovani si conoscono e, nonostante il diverso temperamento, sentono una reciproca attrazione.
Fausto, che ha terminato il liceo e non sa ancora che facoltà scegliere, ha uno strano carattere. Sognatore e pieno di complessi è facile agli entusiasmi mescolati ad improvvisi cali di tensione che cerca di nascondere con atteggiamenti spregiudicati.
Anna, che ha interrotto gli studi magistrali, subisce il fascino di Fausto, che vede diverso dagli altri ragazzi che le stanno attorno, ma la sua natura, che le fa desiderare una vita affettiva semplice e lineare, non trova la serenità e la certezza in quell'amore che le dona pochi momenti felici.
Segue un periodo di separazione durante i mesi dell'autunno e dell'inverno con Fausto a Roma e Anna a San Ginesio ospite di parenti. I due si scrivono frequentemente ma le lettere di Fausto, che soffre di ingiusta gelosia, si fanno sempre più offensive e rabbiose tanto da convincere Anna dell'impossibilità di continuare.
Dopo un mese di avvenuta rottura il padre di Anna, che è stato promosso di grado, viene trasferito all'ufficio provinciale di Grosseto dove Anna conosce Miro, un giovane di ventitré anni impiegato al Consorzio Agrario che prende l'abitudine di frequentare casa Mannoni. Dopo parecchi mesi Miro si dichiara ad Anna e ne ottiene il consenso. Anna ora si sente felice. Miro è un giovane senza complessi, portato a vedere tutto in positivo e senza ambizioni particolari e nei confronti di Fausto rappresenta l'uomo semplice che realizza le attese di Anna. Segue un normale e sereno periodo di fidanzamento e infine le nozze allietate in seguito dalla nascita di una bambina.
È l'aprile del 1943 e la guerra, che è arrivata anche a Grosseto, costringe la famiglia Mannoni, con Anna e la bambina, a sfollare a San Ginesio.
Miro viene richiamato alle armi con il grado di caporalmaggiore e riesce a rimanere presso il distretto di Bologna da dove ogni tanto va in licenza a trovare la famiglia.
Intanto a Volterra giunge Fausto che, più per impulso che per ragionata convinzione, si mette in contatto con gli antifascisti del luogo, tra cui Baba che lo convince a far parte di una formazione partigiana che operava sul Monte Voltrajo. A San Ginesio, dove Fausto si reca per portare un compagno ferito, incontra Anna e, durante un colloquio nel quale si aggiornano sulle proprie vite, i due scoprono di amarsi ancora. A San Ginesio Fausto rimane un po' di tempo stimato dagli esponenti del comitato della Resistenza locale, ammirato da Anna e amico del marito Miro che incarica di rappresentare il Partito d'Azione all'interno del comitato.
Fausto, tornato all'accampamento, vive un episodio che consolida i dubbi di ordine etico che aveva iniziato ad avere sull'esperienza partigiana. Viene infatti incaricato di fare da traduttore a un soldato inglese che protesta con i partigiano per la sommaria uccisione di alcuni prigionieri e, dopo avere a sua volta criticato aspramente i metodi cruenti dei partigiani, si convince che il modo di agire dei suoi compagni non è dovuto a principi morali ma solo alla violenza dettata dallo spirito di vendetta.
L'arrivo degli alleati segna però la fine della brigata garibaldina che viene disarmata e sciolta da un tenente della polizia militare americana.
La vicenda si conclude con una separazione definitiva. Fausto viene inviato a San Ginesio per entrare in contatto con gli Alleati e va in cerca di Anna ma non la trova. Incontra però Nora, la cugina di lei, che lo prega di non vedere più Anna per non rovinare la sua vita familiare.
"Anche «la gioia fanciullesca» di Fausto per l'arrivo degli americani e il ritrovato amore di Anna si spengono. L'esaurirsi dell'esperienza resistenziale coincide con la rinuncia ad Anna. Nel flusso della vita che gradatamente ritorna normale, scomparso Fausto, il romanzo si chiude sulle figure di Anna, Miro e la bambina «seduti sullo scalino a godersi il fresco della sera».

## Edizioni
- Fausto e Anna, Torino, Einaudi, 1952.
- Fausto e Anna, Torino, Einaudi, 1958.
- Fausto e Anna, introduzione di Eraldo Affinati, Collana Oscar  Classici moderni, Milano, Mondadori, 2012. [testo del 1958]